# Alexandru Constantin Moruzi
Alexandru Constantin Moruzi (ur. 29 sierpnia 1805 we wsi Zvoriștea k. Suczawy, zm. 25 kwietnia 1873 w Foggi) – rumuński polityk. premier Mołdawii w latach 1861-1862, minister finansów w rządzie Barbu Catargiu (1862).

## Życiorys
Pochodził z zamożnej rodziny o korzeniach fanariockich, był synem Konstantinosa Mourozisa. W 1857 został wybrany deputowanym z okręgu Covurlui. W 1859 zasiadał w Zgromadzeniu Elektorów. Był jednym z kandydatów do tronu mołdawskiego, ale ustąpił na rzecz Alexandru Ioana Cuzy. 5 października 1861 stanął na czele rządu Mołdawii i sprawował ten urząd przez okres trzech miesięcy. W styczniu 1862 przejściowo kierował resortem finansów. Był uczestnikiem procesu zjednoczenia Mołdawii i Wołoszczyzny, jako ostatni premier Mołdawii. Politycznie identyfikował się ze środowiskiem konserwatystów.